# NGC 1200
NGC 1200 este o galaxie lenticulară situată în constelația Eridanul. A fost descoperită în 27 noiembrie 1785 de către William Herschel. Se află la o distanță de 50,82 de megaparseci de Pământ.